# Vignola-Falesina
Vignola-Falesina é uma comuna italiana da região do Trentino-Alto Ádige, província de Trento, com cerca de 109 habitantes. Estende-se por uma área de 11 km², tendo uma densidade populacional de 10 hab/km². Faz divisa com Frassilongo, Pergine Valsugana e Levico Terme.